# RTV Regionalfernsehen OÖ

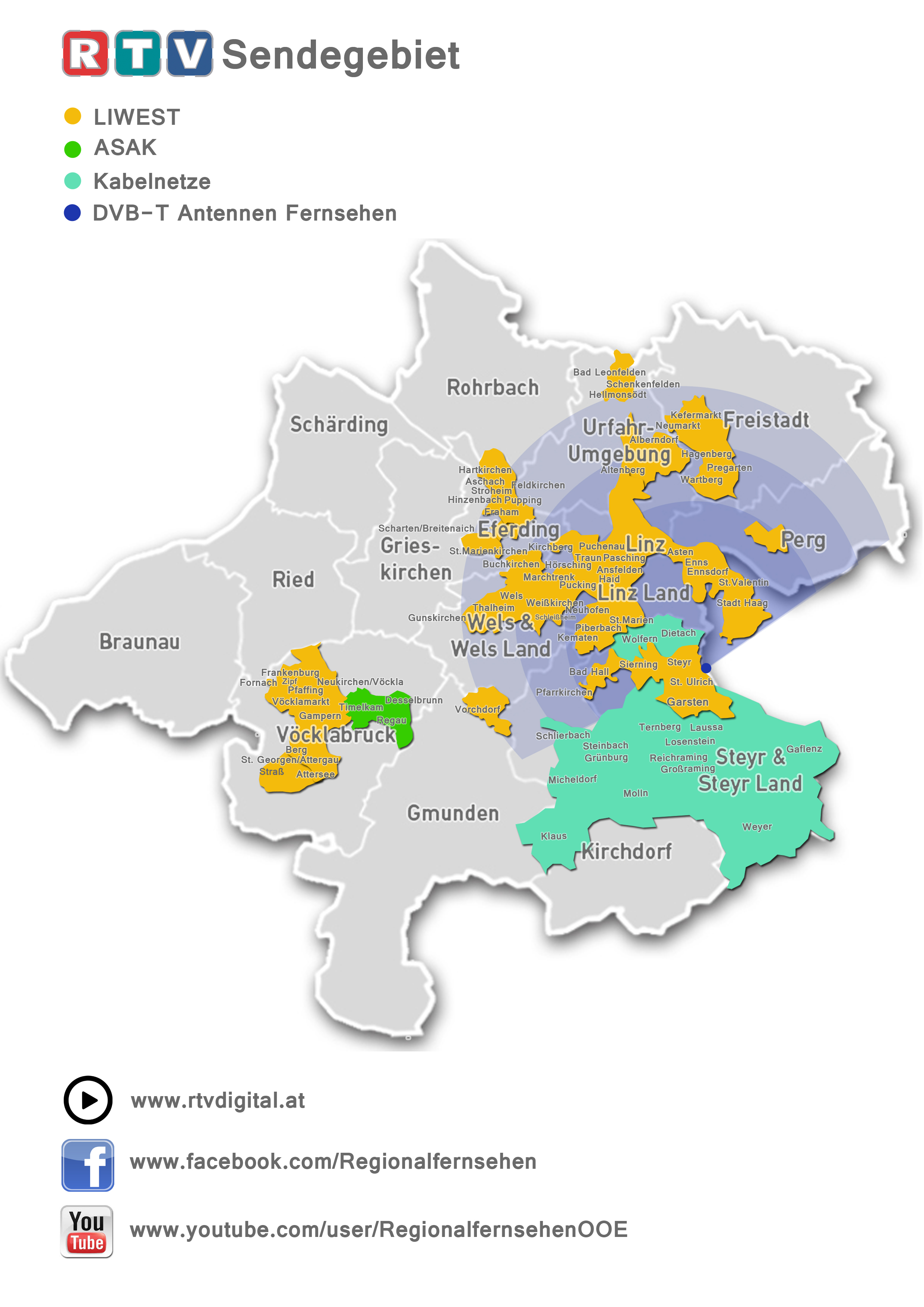
Sendegebiet RTV Regionalfernsehen

RTV Regionalfernsehen OÖ ist ein privater Rundfunkveranstalter mit Sitz in Garsten in Oberösterreich. Ursprünglich als klassischer, politisch neutraler Regionalsender mit Schwerpunkt Gesellschaft, Kultur und Sport betrieben, änderte RTV sein Programm im Laufe der COVID-19-Pandemie zunehmend hin zu einer überwiegend einseitigen politischen Berichterstattung.

## Geschichte
Der Unternehmer und heutige Geschäftsführer von RTV Regionalfernsehen, Christian Schott, der seit 1989 ein Videoproduktionsunternehmen betrieb, begann im Jahr 1992, regionale Sportberichte an örtliche Elektrohändler zu liefern, die diese anstelle des Testbildes bzw. Rundfunkprogrammes auf ausgestellten Fernsehgeräten im Geschäft und in den Schaufenstern vorspielten. Kurze Zeit später begann Schott, sein Programm über das Kabelfernsehen in Garsten und St. Ulrich zu verbreiten, was damals aufgrund des Rundfunkmonopols in Österreich eigentlich gesetzeswidrig war. Erst im September 1995 wurde mit dem „Kabelrundfunk-Erkenntnis“ die erste (wenn auch noch deutlich eingeschränkte) rechtliche Grundlage für eine legale Verbreitung von privaten regionalen Fernsehprogrammen über das Kabelnetz geschaffen, bis dieser Verbreitungsweg mit dem Kabel- und Satelliten-Rundfunkgesetz 1997 schließlich gänzlich legalisiert wurde. Mit dem Privatfernsehgesetz wurde 2001 auch die terrestrische Ausstrahlung ermöglicht.
Seit 2006 sind alle Sendungen auch online verfügbar. Ab 2009 wurde RTV terrestrisch über DVB-T sowie über den Satelliten Astra Digital auf einem mit Tirol TV geteilten Kanal ausgestrahlt, wobei die Satellitenübertragung aufgrund mangelnder Wirtschaftlichkeit nach einigen Jahren wieder eingestellt wurde. Im Jänner 2018 begann die schrittweise Umstellung der Sendeanlagen auf HDTV, während die Produktion und die Verbreitung des Programmes über das Onlineportal bereits seit mehreren Jahren in HD erfolgte. Seit 2019 erfolgt die terrestrische Ausstrahlung über die österreichische DVB-T2-Plattform simpliTV.
Von der Gründung bis etwa 2020 bestand das Programm von RTV zum überwiegenden Teil aus klassischen Regionalberichten über Gesellschaft, Brauchtum, Kunst, Kultur, Wirtschaft und Sport sowie regionalen Nachrichten und tagesaktuellen Berichten vorwiegend aus dem Bereich Chronik.

## Entwicklung seit 2020

### Berichterstattung über die COVID-19-Pandemie
Während der COVID-19-Pandemie begann der Sender zunehmend, sich auf die kritische Berichterstattung über die Maßnahmen zur Eindämmung der Pandemie sowie die Unterstützung der Maßnahmen- und Impfgegner zu konzentrieren. So begleitete der Sender regelmäßig die sonntäglichen „Spaziergänge“ in Steyr und bewarb Versammlungen und Kundgebungen gegen die Maßnahmen.
In einem Bericht des Senders aus dem Jahr 2020 kam im Zuge einer Berichterstattung über eine Demonstration in Wien der ehemalige Arzt Peer Eifler in einem Interview zu Wort und forderte „Nürnberger Prozesse“ für die Verantwortlichen der Pandemiemaßnahmen. In einer Stellungnahme distanzierte sich RTV von dieser Aussage, betonte dabei aber, das Recht auf freie Meinungsäußerung zu unterstützen, so lange eine Aussage nicht gegen geltende Gesetze verstoße.
In der Talkshow RTV Talk wurden regelmäßig Personen – insbesondere Ärzte, Wissenschaftler, Politiker und Juristen – mit einer kritischen Haltung zu den Coronamaßnahmen und zur Impfung gegen Covid-19 eingeladen, um über verschiedene Themen in diesem Zusammenhang zu diskutieren. Auffällig ist hierbei, dass es sich um überwiegend einseitige Diskussionen handelte, da kaum Vertreter anderer Meinungen zugegen waren, obwohl solche laut Aussage des Senders vielfach eingeladen wurden.
Die Stadtgemeinde Steyr unter Bürgermeister Markus Vogl (SPÖ) kündigte infolgedessen als wichtigster Auftraggeber den Vertrag zur Zusammenarbeit mit RTV auf. Auch andere Gemeinden, Vereine und Unternehmen distanzierten sich zunehmend von RTV und stellten die Auftragsvergabe an den Sender ein. Seither wird der Betrieb mitunter durch Spenden von Unterstützern der kritischen Berichterstattung sowie durch Inserate der FPÖ und der MFG mitfinanziert. Im Dezember 2021 sammelten Fans des Senders im Zuge eines sonntäglichen Spazierganges Spenden unter den Teilnehmern und überreichten Geschäftsführer Christian Schott am Ende der Kundgebung öffentlich einen Karton mit dem gesammelten Spendengeld in unbekannter Höhe als Weihnachtsgeschenk.

#### Zusammenarbeit mit AUF1
Der Sender kooperierte im Jahr 2022 mehrere Monate lang mit dem Internetportal AUF1, welches Verbindungen zur Querdenkerszene und der Rechtsextremenszene hat, und strahlte zwischen März und November 2022 Nachrichtensendungen von AUF1 in einem täglichen Programmfenster aus. Aufgrund dieses Umstandes wurde von der Medienbehörde KommAustria im Oktober 2022 eine Untersuchung auf Verstöße gegen das Audiovisuelle-Mediendienste-Gesetz (AMD-G) eingeleitet.
Per Bescheid vom 19. April 2023 wurde eine Rechtsverletzung wegen Sendens ohne aufrechter Zulassung festgestellt. Grund hierfür war der Umstand, dass RTV es AUF1 ermöglichte, die täglichen Programmfenster eigenmächtig ohne redaktioneller Kontrolle oder Einflussnahme durch RTV zu bespielen. RTV gab damit die Programmhoheit über den eigenen Sender an AUF1 ab. AUF1 war somit als Fernsehveranstalter und nicht als Programmzulieferer einzustufen, wofür AUF1 jedoch über keine Zulassung verfügte. Die Inhalte der Sendungen von AUF1 und deren rechtliche Beurteilung waren nicht Gegenstand dieses Verfahrens.

### Aktuelle Situation
Das Programm von RTV besteht gegenwärtig überwiegend aus Nachrichten- und Talksendungen mit großteils überregionalem, politischem Inhalt, mit denen vor allem Sympathisanten der FPÖ und der MFG bedient werden sollen. Häufige Themen sind hierbei neben der COVID-19-Pandemie beispielsweise die Migration, der Klimawandel, der Ukraine-Konflikt sowie LGBT, die aus rechtspopulistischer Perspektive dargestellt und diskutiert werden, wobei teils auch Schlagwörter aus der Querdenker-, Impfgegner- und Klimaleugner-Szene zum Einsatz kommen.
Klassische Regionalberichte und kulturelle Sendungen werden nur noch sporadisch ausgestrahlt.

## Empfang
RTV ist im Kabelnetz von Liwest und ASAK sowie in örtlichen Kabelnetzen der Region zu empfangen. Zusätzlich strahlt RTV sein Programm terrestrisch via DVB-T2 über die ORS group im Großteil von Oberösterreich sowie im westlichen Niederösterreich aus. Alle Beiträge sowie der Livestream sind zudem über das Online-Portal abrufbar.